# Bundespräsident (Schweiz)

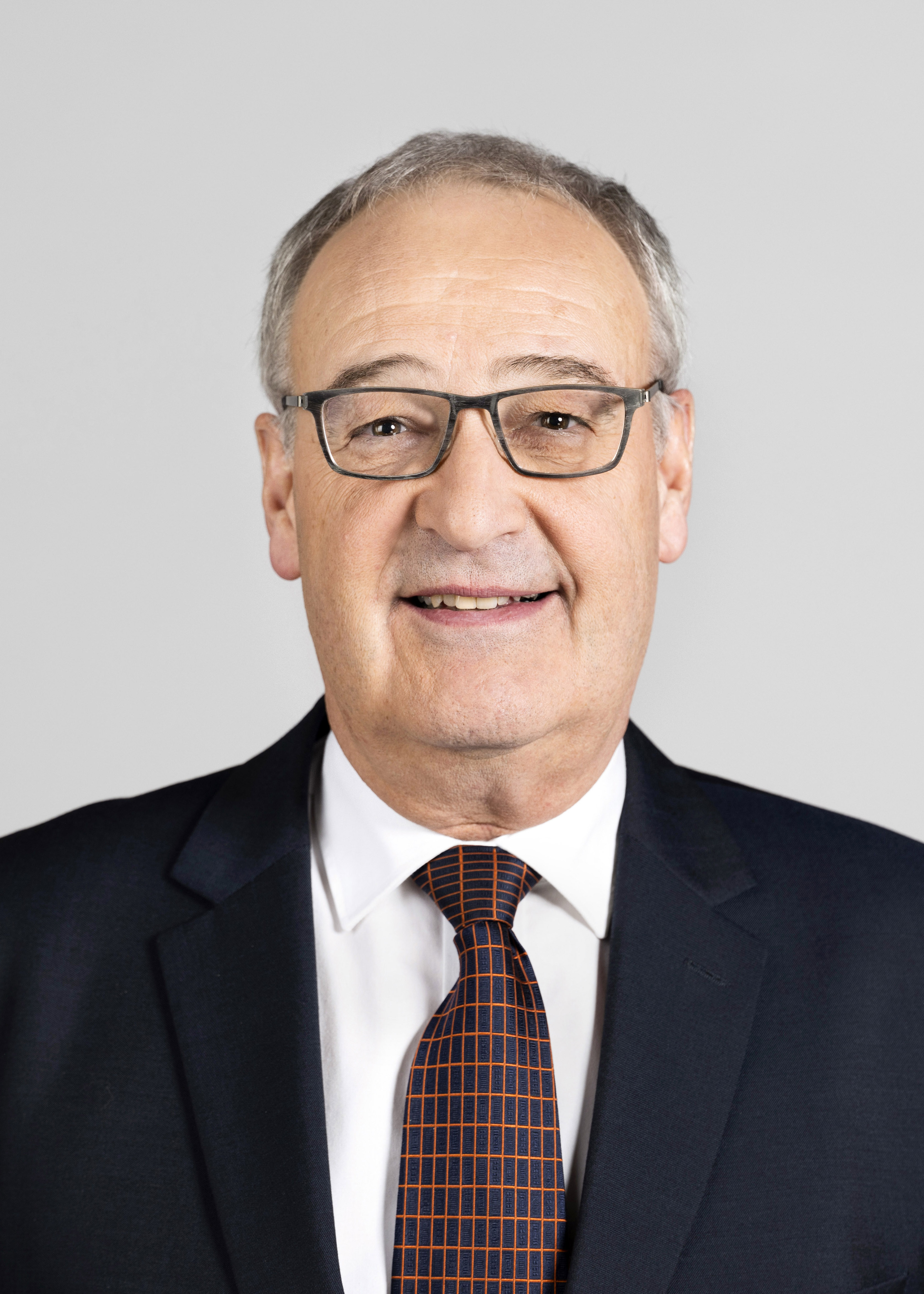
Bundesrat Guy Parmelin, Vizepräsident 2025

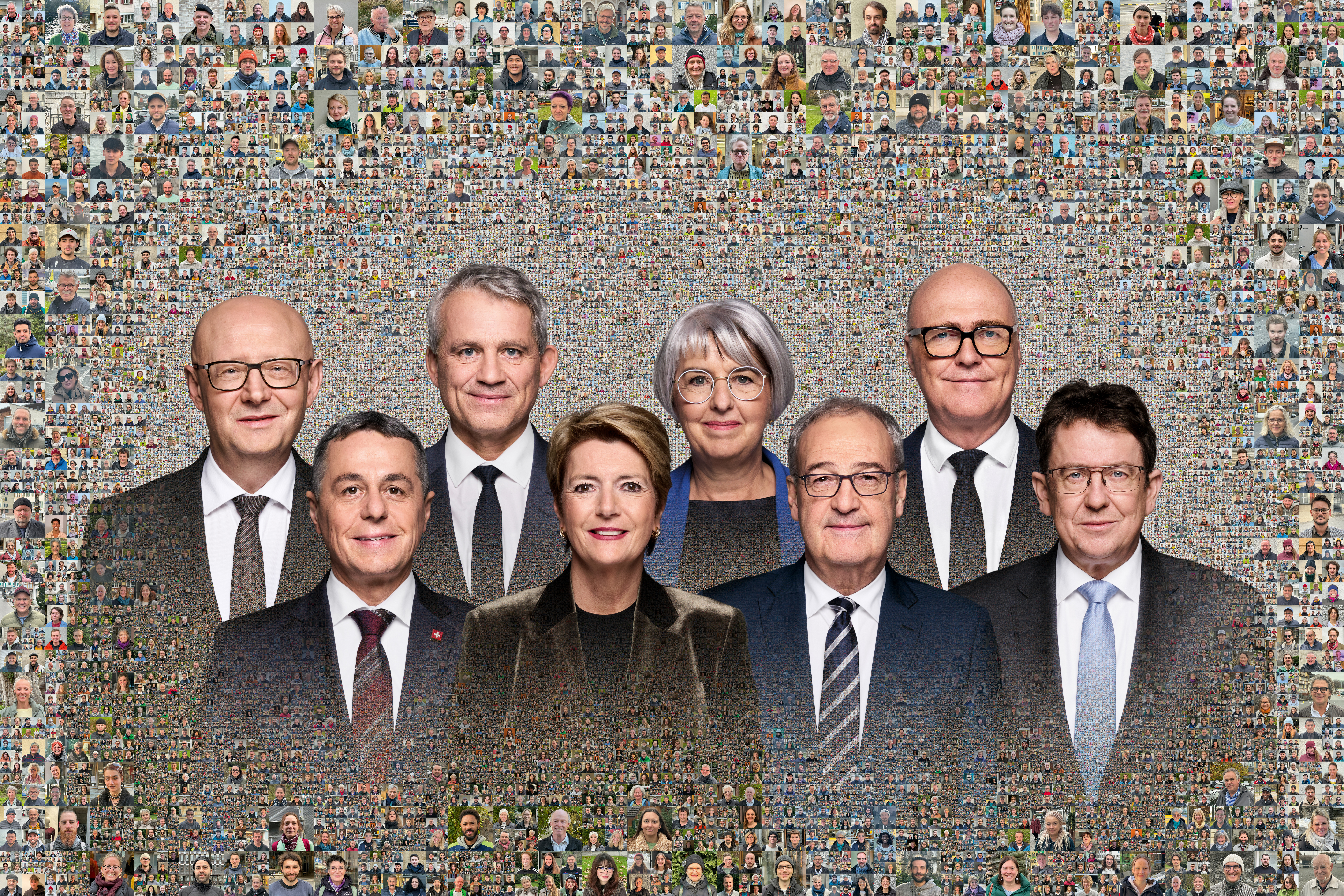
Offizielles Foto des Bundesrates 2025 (ab April) (v. l. n. r.):
Viktor Rossi (Bundeskanzler)
Ignazio Cassis
Beat Jans
Karin Keller-Sutter (Bundespräsidentin 2025)
Elisabeth Baume-Schneider
Guy Parmelin (Vizepräsident 2025)
Martin Pfister
Albert Rösti

Der Bundespräsident (französisch Président de la Confédération, italienisch Presidente della Confederazione, rätoromanisch President da la Confederaziun) ist dasjenige Mitglied der Schweizer Regierung, des Bundesrats, welches als primus inter pares den Vorsitz bei den Sitzungen führt. Sein Stellvertreter ist der Vizepräsident des Bundesrates.
Bundespräsidentin im Jahr 2025 ist die am 11. Dezember 2024 gewählte Karin Keller-Sutter (FDP), die das Amt dieses Jahr zum ersten Mal ausübt. Zum Vizepräsident des Bundesrates wurde Guy Parmelin (SVP) gewählt.

## Kompetenzen
Die Bundesverfassung der Schweizerischen Eidgenossenschaft kennt weder ein Staatsoberhaupt noch einen Regierungschef. All diese Funktionen werden vom gesamten Bundesrat als Kollegium wahrgenommen. Der Schweizer Bundespräsident hat daher deutlich weniger Kompetenzen inne als beispielsweise die Bundespräsidenten der Nachbarländer Österreich oder Deutschland. Er ist aber anders als diese Bundespräsidenten zugleich Mitglied der Bundesregierung und leitet eines ihrer Departemente.
Der Bundespräsident leitet die Verhandlungen des Bundesrates (Art. 18 Abs. 1 RVOG). Der Bundesrat entscheidet meistens im Konsensverfahren; selten kommt es zu Abstimmungen. In diesem Fall stimmt der Bundespräsident mit und bei Stimmengleichheit zählt seine Stimme (ausser bei Wahlen) doppelt (Art. 19 Abs. 3 RVOG); er fällt damit den sogenannten «Stichentscheid». Da der Bundesrat sieben Mitglieder hat (Art. 175 Abs. 1 BV) und ein Beschluss die Stimmen von mindestens drei Mitgliedern auf sich vereinen muss (Art. 19 Abs. 2 RVOG), kann es zur Stimmengleichheit nur kommen, wenn die Stimme genau eines Mitgliedes fehlt (infolge Stimmenthaltung oder Abwesenheit). Der Bundespräsident ist zudem zuständig, in dringlichen Fällen vorsorgliche Massnahmen anzuordnen; er muss derartige Präsidialentscheide nachträglich dem Bundesrat zur Genehmigung vorlegen (Art. 26 RVOG).
Zusätzlich zur Leitung seines Bundesratsdepartements übernimmt der Bundespräsident lediglich einige Repräsentationsaufgaben eines Staatsoberhaupts (Art. 28 RVOG). Zunächst war dies nur im Inland der Fall: Der Bundespräsident hält die Radio- und Fernsehansprachen zu Neujahr und zum Schweizer Bundesfeiertag am 1. August, und er gibt dem Diplomatischen Corps den traditionellen Neujahrsempfang im Bundeshaus, an dem er und der Apostolische Nuntius in der Schweiz kleine Ansprachen halten. In einer Zeit vermehrter Auslandskontakte reist der Bundespräsident auch häufiger ins Ausland.
Da jedoch die Schweiz kein Staatsoberhaupt hat, pflegt man selbst keine Staatsbesuche abzustatten. Wenn sich der Bundespräsident ins Ausland begibt, tut er dies nur als zuständiger Departementsvorsteher. Falls jedoch einem Staatsoberhaupt eines anderen Landes ein offizieller Besuch abgestattet wird, so tut dies in der Regel der Bundespräsident; das Gleiche gilt bei Auftritten an der Seite mehrerer Staatsoberhäupter anderer Länder, etwa in der UNO-Generalversammlung.
Bis 1920 war es (mit drei Unterbrechungen) üblich, dass der jeweilige Bundespräsident das Aussenministerium übernahm. Es kam also jedes Jahr zu einer wenigstens kleineren Rochade, wenn der abtretende Bundespräsident in sein altes Departement zurückkehrte und der neue ins Aussenministerium wechselte. Auch war es Brauch, dass der Bundespräsident trotz seiner Rolle als Aussenminister während seines Amtsjahres die Schweiz nicht verliess.

## Wahl
Der Bundespräsident wird in der Wintersession Anfang Dezember jedes Jahres von der Vereinigten Bundesversammlung jeweils für ein Jahr aus dem Kreis der Bundesräte gewählt. Die Amtszeit des Bundespräsidenten dauert vom 1. Januar bis 31. Dezember eines Kalenderjahres; eine Wiederwahl ist nur im Folgejahr nicht möglich. Ebenfalls jährlich gewählt wird der Vizepräsident des Bundesrates. Dieser ist der Stellvertreter des Bundespräsidenten und wird gewöhnlich im darauffolgenden Jahr zum Bundespräsidenten gewählt.
Im 19. Jahrhundert war die Wahl zum Bundespräsidenten eine Auszeichnung für besonders geschätzte Bundesräte. Weniger einflussreiche Regierungsmitglieder wurden hingegen regelmässig übergangen. So war der St. Galler Wilhelm Matthias Naeff, der 27 Jahre lang der Schweizer Landesregierung angehörte, nur einmal (1853) Bundespräsident.
Seit dem 20. Jahrhundert ist die Wahl gewöhnlich unbestritten. Es gilt die ungeschriebene Regel, dass derjenige Bundesrat Bundespräsident wird, der dieses Amt schon am längsten nicht mehr (oder noch nicht) bekleidet hat. So kommt jeder Bundesrat in sieben Amtsjahren mindestens einmal zum Zug. Für Spannung bei der Wahl sorgt einzig noch die Frage, wie viele Stimmen in der Bundesversammlung der zu Wählende erzielt, was als Popularitätstest gewertet wird. Dabei galten in den 1970er und 1980er Jahren 200 Stimmen (von 246 möglichen) als ausgezeichnetes Resultat. In einer Epoche wachsender parteipolitischer Konflikte gab es nach 1990 nur einen Bundespräsidenten (Ueli Maurer, 2019), der mehr als 200 Stimmen bekam. Daher gelten seitdem schon 180 Stimmen als respektables Ergebnis.